# Arbejdskriminalitet
Arbejdskriminalitet (også kaldet arbejdslivskriminalitet, "workcrime") betegner kriminalitet begået i relation til ansættelsesforhold, ofte organiseret og systematisk udført. Selvom begrebet endnu er relativt nyt i dansk sammenhæng, er det allerede veletableret i lande som Norge og Sverige, hvor det omtales som arbejdspladskriminalitet (a-krim).
Arbejdskriminalitet indebærer grove overtrædelser af lovgivning som arbejdsmiljøloven, udstationeringsloven, skatte- og afgiftslovgivningen, udlændingeloven, udbudsloven, straffeloven og transportlovgivningen. Handlingerne er typisk organiserede, gentagne og påvirker flere ansatte i den pågældende virksomhed. Formålet med arbejdskriminalitet er ofte økonomisk gevinst ved at minimere produktionsomkostninger, udnytte arbejdere, undgå skat eller på anden vis konkurrere på unfair vilkår og dermed undergrave den sociale struktur og skattegrundlaget i samfundet.

## Konsekvenser
Arbejdskriminalitet har betydelige negative konsekvenser for samfundet, erhvervslivet og de ansatte. Det medfører konkurrenceforvridning, økonomisk tab for samfundet og alvorlige følger for medarbejdernes løn- og arbejdsforhold samt sikkerhed og sundhed. Eksempelvis vurderer den svenske "Delegationen mot arbetslivskriminalitet", at arbejdskriminalitet hvert år koster det svenske samfund mellem 120 og 150 milliarder svenske kroner.[kilde mangler]

## Eksempler fra Danmark
Eksempler på arbejdskriminalitet i Danmark inkluderer løntyveri, returkommission (bestikkelse), skatte- og momssvindel, hvidvaskning, trusler og vold mod fagligt organiserede ansatte, samt alvorlige brud på arbejdsmiljølovgivningen, herunder asbesthåndtering. Eksempler fra offentligt kendte sager er løntyveri blandt udenlandske arbejdere på Novo Nordisk byggeriet i Kalundborg samt løntyveri ved byggeriet af Odense Universitetshospital.[kilde mangler]